# Duncan (Kanada)
Duncan – miasto w Kanadzie, w południowej części prowincji Kolumbia Brytyjska, na wyspie Vancouver.